# Márton Homonnai
Márton Homonnai (* 5. Februar 1906 in Budapest; † 15. Oktober 1969 in Buenos Aires) war ein ungarischer Wasserballspieler.
Homonnai nahm erstmals an den Olympischen Spielen 1924 in Paris teil, als er mit 18 Jahren im Wasserball den fünften Platz belegte. Vier Jahre später erreichte er in Amsterdam mit der ungarischen Mannschaft das Finale und verlor dort erst gegen das Team aus Deutschland mit 2:5 und holte Silber. Wiederum vier Jahre später, bei den Olympischen Spielen 1932 in Los Angeles, revanchierte sich das ungarische Team für diese Niederlage und schlug Deutschland im entscheidenden Finalspiel mit 6:2. Ungarn wurde Olympiasieger und Homonnai, der diesmal als Teamkapitän agierte, gewann seine erste Goldmedaille, zusammen mit seinen Teamkollegen György Bródy, Sándor Ivády, Olivér Halassy, József Vértesy, János Németh, István Barta, Alajos Keserű, Miklós Sárkány und Ferenc Keserű.
Seine zweite Goldmedaille holte Homonnai bei den Olympischen Spielen 1936 in Berlin, als er nach einem 5:0-Sieg über Frankreich und einem 2:2-Unentschieden über Deutschland zusammen mit György Bródy, Kálmán Hazai, Olivér Halassy, Jenő Brandi, Mihály Bozsi, János Németh, István Molnár, György Kutasi, Sándor Tarics und Miklós Sárkány aufgrund des besseren Torverhältnisses die Goldmedaille gewann und Deutschland Zweiter wurde.
Homonnai gewann außerdem von 1926 bis 1934 vier Europameistertitel. Insgesamt bestritt er 126 Länderspiele für die ungarische Nationalmannschaft. 1971 wurde Márton Homonnai in die International Swimming Hall of Fame aufgenommen.